# Daya Ram Sahni

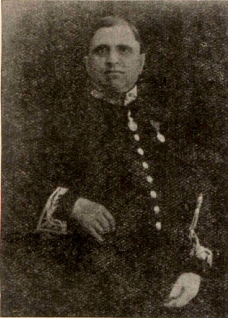
Daya Ram Sahni

Daya Ram Sahni (* 16. Dezember 1879 in Bhera, Punjab, heute Pakistan; † 7. März 1939 in Rohtak, Haryana, Indien) war in den Jahren 1931 bis 1935 der erste indische Generaldirektor des bis dahin nur von Briten geleiteten Archaeological Survey of India (ASI).

## Leben
Daya Ram Sahni erwarb seinen Doktortitel in Sanskrit an der University of the Punjab in Lahore im Jahr 1903. Unter der Leitung von Jean Philippe Vogel und John Marshall war er in den Diensten des Archaeological Survey of India an verschiedenen Ausgrabungsprojekten in Nordindien (z. B. in Kasia, Rajgir und Rampurva) tätig. In den Jahren 1911/12 bekleidete er die Stelle eines Kurators am Archäologischen Museum in Lucknow; danach wurde er für mehrere Jahre nach Kaschmir entsandt. Im Jahr 1917 kehrte er nach Lahore zurück und leitete in den frühen 1920er Jahren Ausgrabungen zur Indus-Kultur in Harappa. Im Jahr 1925 wurde er stellvertretender Direktor des Archaeological Survey of India und von 1931 bis 1935 Generaldirektor. Vier Jahre später (1939) verstarb er.

## Ehrungen
- 1920: Raj Bahadur-Medaille
- 1935: Ehrenmitglied des Order of the Indian Empire

## Veröffentlichungen
- Archaeological Remains and Excavations at Bairat. Department of Archaeology & Historical Research, Jaipur State, 1923
- Guide to the Buddhist Ruins od Sarnath. Gyan Publishing House 2021, ISBN 978-81-212-2440-6
- Catalogue of the Museum of Archaeology at Sarnath Gyan Publishing House 2021, ISBN 978-81-212-2433-8